# Wodłozierski Park Narodowy
Wodłozierski Park Narodowy (ros. Водлозерский национальный парк) – park narodowy w północno-zachodniej europejskiej części Rosji, położony na terenach rejonu oneskiego wchodzącego w skład obwodu archangielskiego oraz rejonu pudożskiego w Republice Karelii.
Park został utworzony 20 kwietnia 1991 w celu ochrony unikatowych kompleksów leśnych położonych wokół jeziora Wodłoziero i rzeki Ileksy. Od 2001 roku Wodłozierski Park Narodowy ma status rezerwatu biosfery UNESCO. W 2000 roku został zakwalifikowany przez BirdLife International jako ostoja ptaków IBA.
Obszar parku obejmuje powierzchnię około 4689 km², z której większość – około 2989 km² ha znajduje się w obwodzie archangielskim, a 1700 km² położone jest w Republice Karelii.